# Pogrebí
Pogrebí (en rus: Погребы) és un poble de l'óblast d'Uliànovsk, a Rússia, que en el cens del 2010 tenia 156 habitants. Pertany al districte d'Uliànovsk.